# Contulmo
Contulmo es una ciudad y comuna chilena ubicada en la provincia de Arauco, en el sur de la Región del Bío-Bío, en la zona sur de Chile. Se encuentra a 88 km de Lebu y a 171 km de Concepción, su capital regional. 
La geografía se caracteriza por ser una planicie que se emplaza a la orilla del lago Lanalhue y al pie de la Cordillera de Nahuelbuta.
La ciudad es conocida por la influencia de los colonos alemanes berlineses en la cultura, la cual se puede observar a través de la arquitectura, la gastronomía y las celebraciones locales.

## Etimología
La palabra contulmo significa lugar de paso en mapudungún.

## Historia

### SigloXVII
El 14 de diciembre de 1612 fueron asesinados tres sacerdotes jesuitas en compañía de cinco líderes mapuche por parte de un grupo de otros mapuches liderados por el toqui Anganamón. El actual territorio comunal era fronterizo entre el pueblo nagche y lafquenche, dentro del área conocida como La Frontera por el Imperio español. Esta masacre fue considerada como el casus belli para poner término a la denominada guerra defensiva dentro de la Guerra de Arauco, estrategia impulsada por el misionero católico Luis de Valdivia. En 1999, el sitio del suceso conocido popularmente como Agua de los Padres por esta razón (debido a la existencia de una vertiente) y considerado como un martirio por la Iglesia católica en Chile, fue declarado como santuario.

### Plaza militar de Contulmo
En el siglo XIX, se fundó la plaza militar de Contulmo, para servir de apoyo al Fuerte Tucapel, ubicado en la actual ciudad de Cañete, durante la extendida Guerra de Arauco.

### Fundación y colonización alemana
A principios de 1884, al año siguiente de finalizada la ocupación de la Araucanía y como parte del proceso de colonización europea de la región, comienza a erigirse el poblado de "San Luis de Contulmo", nombrado así por las autoridades chilenas siguiendo la tradición de patronazgo católico bajo la protección de Luis IX de Francia, con las 48 familias provenientes de Alemania, de religión protestante y posteriormente algunos de procedencia judeoalemana, quienes llegaron a Sudamérica tras las gestiones efectuadas por el pastor luterano, Oskar von Barchwitz-Krauser, quien luego de realizar una serie de conferencias en la capital alemana, reunió un grupo de misioneros motivados por colonizar y evangelizar en el sur de Chile, zarpando todos juntos desde Hamburgo hacia Liverpool para embarcarse desde allí en el vapor trasatlántico «Cotopaxi», que los llevaría hasta el puerto de Talcahuano. Inicialmente los colonos serían ubicados en las cercanías de Traiguén, pero debido a que la colonia suiza ya estaba establecida y desarrollando bien sus labores, prefirieron aceptar una oferta del Gobernador de Cañete, Esteban Iriarte, para reubicarlos en la parte oriental del lago Lanalhue, donde debido a las condiciones geográficas, dominaban y se refugiaban cuatreros y otros forajidos que atacaban a mapuches y criollos avecindados en la zona, pudiendo así establecer una comunidad independiente con fines religiosos. Se trató de una difícil tarea, en unos territorios casi inexplorados, cubiertos de pantanos y una densa vegetación que rodeaba el lago Lanalhue. Los colonos, con el apoyo financiero del gobierno chileno en un comienzo mediante créditos e hipotecas, iniciaron los trabajos agropecuarios y de desarrollo urbano de la comuna. En un comienzo, ellos tuvieron que construir casas provisorias en las montañas alrededor del Valle de Contulmo, mientras realizaban las labores de drenaje de la llanura cubierta de fango, con el propósito de que pudiera obtener condiciones básicas de habitabilidad y así empezar con el planeamiento urbanístico.

Cada año banderas chilenas y alemanas se colocan en las calles durante la "Fest der Kolonisten".

### SigloXX
El 22 de abril de 1911 la comunidad protestante residente en la localidad fundó la «Sociedad Evangélica de Contulmo», organización que reunía a cristianos protestantes de distintas denominaciones y fue el precedente para crear la Sociedad Evangélica de Chile (SECH). La creación de la comuna de Contulmo fue realizada mediante un Decreto Supremo el 20 de agosto de 1918 bajo el Gobierno de Juan Luis Sanfuentes y firmado por el entonces ministro del Interior, Arturo Alessandri, siendo electo como primer alcalde Paul Kortwich Glagow. Formó parte del Departamento de Arauco como comuna y subdelegación hasta 1934, cuando se restituyó la provincia de Arauco. En ese entonces, la comuna de Contulmo integraba las subdelegaciones de Contulmo, Antiquina y Quidico (incluyendo la isla Mocha).
En la década de 1930 fueron construidos túneles para trenes dentro del área comunal, los que permitieron atravesar la cordillera para unir el tramo del ramal ferroviario adquirido por la Empresa de los Ferrocarriles del Estado, que conectaba el puerto de Lebu con la estación de Los Sauces. Entre ellos destaca el túnel Nahuelbuta, que tiene 990 metros de longitud.

### SigloXXI
En 2016, la comuna fue una de las primeras de la región y del país en renovar la totalidad de su alumbrado público con luminarias Led, en concordancia a las políticas públicas de eficiencia energética a nivel nacional. Entre 2020 y 2022, en el área comunal se perpetraron más de una decena de atentados incendiarios dentro del contexto de los incidentes en la Araucanía ocurridos durante ese año. 
El 2 de abril de 2022, unos cuarenta sujetos no identificados realizaron un ataque incendiario que terminó con la quema de aproximadamente 11 viviendas en la carretera que une Contulmo con Cañete.En agosto de ese mismo año, un ataque incendiario perpetrado por sujetos armados, provocó la destrucción del Molino Grollmus, el cual funcionó durante más de 80 años, destinado a la molienda del trigo, de la manzana y el trabajo de un aserradero.

## Medio ambiente

### Geomorfología y componentes abióticos

Trazado simplificado de los ecosistemas y cuerpos de agua presentes en la comuna de Contulmo.

La comuna de Contulmo se encuentra emplazada en las unidades geomorfológicas de Planicie marina o fluviomarina y Cordillera de la costa; y presenta según la clasificación climática de Köppen clima mediterráneo de lluvia invernal (Csb), clima mediterráneo de lluvia invernal de altura (Csb (h)) y clima mediterráneo de lluvia invernal e influencia costera (Csb (i)). Esta además se halla entre las cuencas hidrográficas de Costeras e Islas entre el río Paicaví y la región del Biobío, Costeras del río Lebu y río Paicaví y río Imperial. Además, la comuna posee diversos cuerpos de agua, entre los que se destacan el lago Lanalhue y lago Lleulleu; y río Charrucura, río Huillinco y río Mahuilque.

### Componentes bióticos
Dentro del territorio de la comuna se pueden hallar los siguientes ecosistemas:
- Bosque caducifolio templado costero donde predominan Nothofagus alpina y Persea lingue (En peligro)
- Bosque laurifolio templado costero donde predominan Aextoxicon punctatum y Laurelia sempervirens (En peligro)
- Bosque mixto mediterráneo-templado costero donde predominan Nothofagus dombeyi y Nothofagus obliqua (En peligro crítico)
- Bosque resinoso templado costero donde predomina Araucaria araucana (Vulnerable)

### Medidas de protección ambiental y conflictos socioambientales
Hasta 2022, la comuna de Contulmo cuenta con las siguientes zonas que cuentan con algún nivel de protección ambiental:
- ADI Lleu - Lleu (Sitios ERB)[21]
- Amortiguación Contulmo (Sitios ERB)[22]
- El Eucalipto (Iniciativa de Conservación Privada)[23]
- Fundo El Natri (Iniciativa de Conservación Privada)[24]
- Fundo El Peral (Iniciativa de Conservación Privada)[25]
- Fundo Paillahue (Iniciativa de Conservación Privada)[26]
- Hijuela Punta del Toro (Iniciativa de Conservación Privada)[27]
- Los Notros (Iniciativa de Conservación Privada)[28]
- Monumento Natural Contulmo (Monumento Natural)
- Santuario de la Naturaleza El Natri (Santuario de la Naturaleza)[29]

## Demografía
La comuna de Contulmo abarca una superficie de 961,5 km² y una población de 6031 habitantes (INE 2017), correspondiente cuantitativamente a la de menor tamaño provincial, además de tener una densidad poblacional de 6,3 hab/km². Del total de la población, 3003 son mujeres y 3028 son hombres.
La población de la comuna es muy pequeña, de los cuales se estima que dos mil corresponden a las 18 comunidades Mapuches Lafkenches que viven en los sectores rurales, principalmente en el valle de Elicura. De la población urbana, ubicada dentro del valle de Contulmo, hay un fuerte componente de la colonia alemana, llegados a fines del siglo XIX, desde la ciudad de Berlín. Actualmente, dado a la migración progresiva durante los últimos años de los descendientes de alemanes hacia núcleos urbanos como Concepción y Temuco, quienes permanecen esporádicamente durante la comuna como visitantes. Se ha visto reducido el número de residentes pertenecientes a esta etnia producto de esto.
Se puede decir que la población de Contulmo está formada étnica y culturalmente por una "trilogía", incorporando elementos alemanes, criollos y mapuches. Desde las últimas décadas aumentó considerablemente la población de ascendencia hispana, sin embargo el número de indígenas mencionados anteriormente también es relevante y existe un grupo minoritario de descendientes de italianos provenientes de la localidad de Capitán Pastene. Todos ellos comenzaron la inmigración hacia la "colonia alemana" desde sus comienzos, principalmente de sectores aledaños para trabajar en funciones menores, también se consideran a los funcionarios públicos como carabineros y asistentes médicos que llegaban a prestar servicio a la zona. Durante el paso de los años y a medida que el pueblo se fue desarrollando, mejorando su conectividad con las comunas cercanas que son de fundación y tradición española, se vio incrementado y hasta el día de hoy el número de "criollos".

### Religión
Contulmo es una de las pocas comunas chilenas donde el porcentaje de católicos (44,24% en el censo de 2002) es casi igual a la de evangélicos (43,24% en todas sus demoninaciones), esto debido principalmente a la influencia religiosa que ejercieron los colonos germánicos. La parroquia de Santa Cecilia (capilla hasta 2015) es el principal templo católico de la comuna, perteneciente a la arquidiócesis de la Santísima Concepción.

## Administración

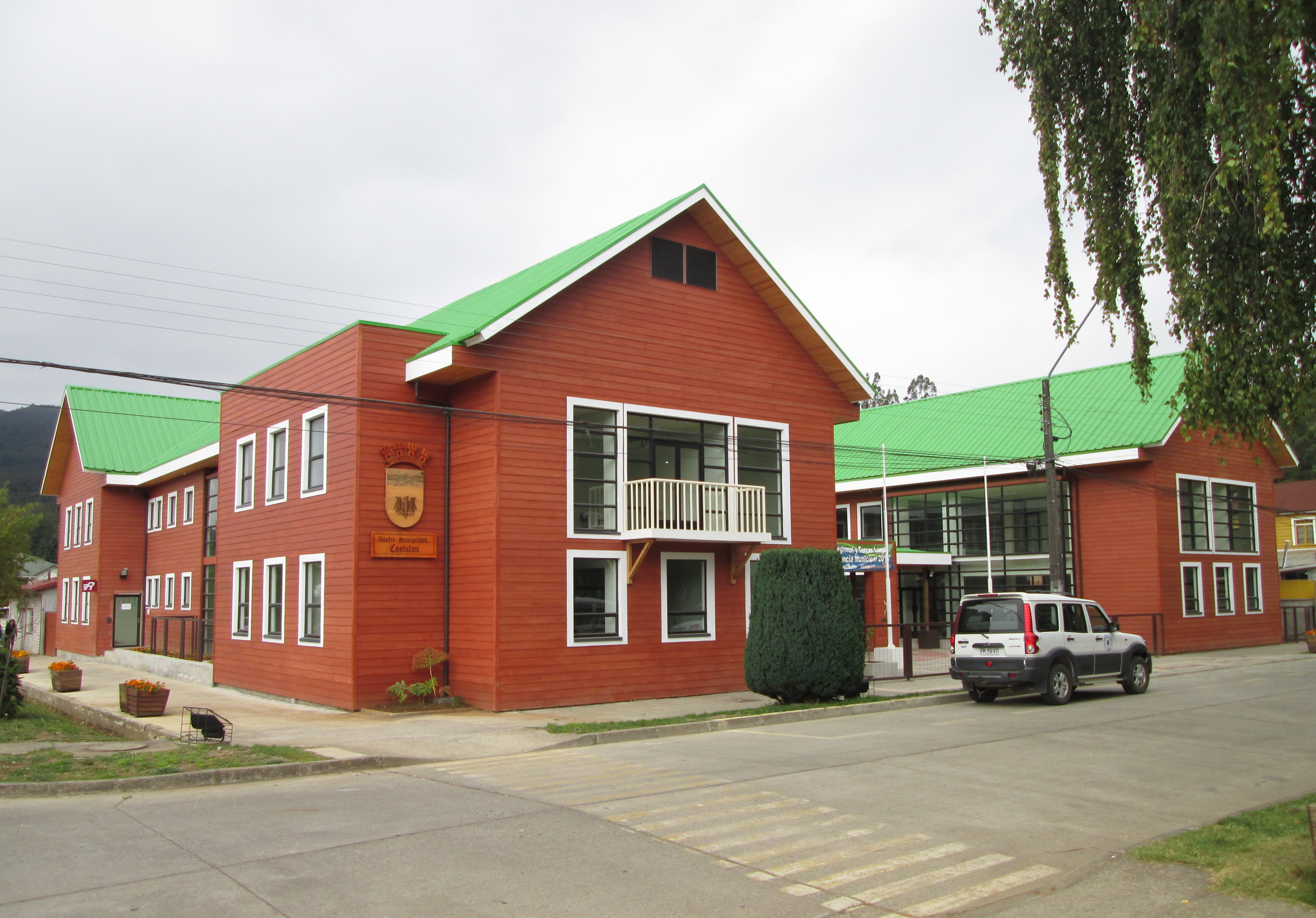
Edificio consistorial de la I. Municipalidad de Contulmo.

La Ilustre Municipalidad de Contulmo es dirigida por su alcalde, Carlos Arturo Leal Neira (IND), quien es la máxima Autoridad Comunal y por el Honorable Concejo Municipal, compuesto por seis concejales.

### Representación Parlamentaria
Además, la comuna pertenece al distrito electoral N.º 21, el cual es representado en la Cámara de Diputados del Congreso Nacional por los diputados Flor Weisse (UDI), Clara Sagardía (Independiente), Karen Medina (Partido de la Gente), Joanna Pérez (Partido Demócratas) y Cristóbal Urruticoechea (IND). A su vez, la comuna pertenece a la Circunscripción 10 (Biobío), la cual es representada en el Senado por los senadores Gastón Saavedra Chandía (PS), Sebastián Keitel del Partido Evolución Política, Enrique Van Rysselberghe (UDI) .

## Economía
De acuerdo a datos oficiales del Servicio de Impuestos Internos (SII), en 2018, la cantidad de empresas registradas en Contulmo fue de 68. El Índice de Complejidad Económica (ECI) en el mismo año fue de -0,91, mientras que las actividades económicas con mayor índice de Ventaja Comparativa Revelada (RCA) fueron Venta al por Menor de Carnes Rojas y Blancas (47,72), Venta al por Mayor de Madera no Trabajada y Productos de Elaboración Primaria (37,66) y Extracción de Piedra, Arena y Arcilla (36,4).

### Turismo

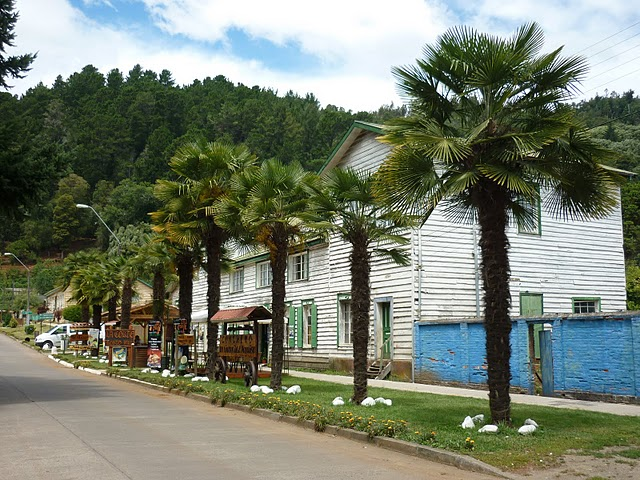
La arquitectura de Contulmo es muy similar a la de otros pueblos del sur de Chile con fuerte influencia alemana.

La actividad turística se concentra en los alrededores del lago Lanalhue.
El Monumento natural Contulmo, ubicado en la Cordillera de Nahuelbuta y administrado actualmente por la Corporación Nacional Forestal (CONAF) es un predio de 82 hectáreas que se encuentra a escasos kilómetros en el límite comunal, cuenta con un clima mediterráneo con influencias de las brisas marítimas debido a su baja altitud, esto genera una alta pluviosidad que favorece a la aparición de especies vegetales endémicas y extranjeras tales como Ulmos, Robles, Laureles, Tineo, Tepa, Canelos, Olivillo, etc. sumado a una alta densidad de Helechos y una tupida vegetación de Copihues, Murtas, Quilas, entre otras especies, también se encuentra una caída de agua llamada Salto Rayén cercana a la comuna. Dentro del sector se encuentra la Araucaria.
En el lago Lanalhue se practican diversas actividades acuáticas, además de observar la flora y fauna como la presencia del Cisne de cuello negro.
La plaza de Armas, obra donada por la comunidad alemana residente a la comuna en agradecimiento por la buena acogida, cuenta con diversos árboles y arbustos endémicos de la flora de Chile y algunos ejemplares traídos desde Europa. Además, la fuente central tiene la particularidad de tener la forma del escudo nacional chileno.

## Servicios públicos

### Salud
En salud pública, el Hospital Dr. Hans Gronemann Gland es un recinto asistencial de baja complejidad fundado en 1938 y que tiene a su cargo cuatro postas rurales repartidas por toda el área comunal. Para atenciones de mayor complejidad, los pacientes son derivados regularmente al Hospital Intercultural de Cañete, al Hospital Provincial en Curanilahue (a 83 km) y al Hospital Regional en Concepción.

### Orden público
Con respecto al orden público y la seguridad ciudadana, la Tenencia Contulmo de Carabineros de Chile es una unidad policial dependiente de la 3.ª Comisaría de Cañete, la que a su vez se encuentra subordinada a la 19° Prefectura de Arauco. Por su ubicación estratégica en el acceso principal a la comuna, cumple una doble función de resguardo comunal además de vigilancia de carretera. 

### Bomberos
El Cuerpo de Bomberos de Contulmo es una unidad de emergencia que tiene su Cuartel General y 1.ª Compañía frente a la plaza de Armas, además de la 2.ª Compañía de Calebu, ubicada en el valle de Elicura.

### Educación
La Escuela de Cultura Artística San Luis de Contulmo, funciona en las antiguas dependencias de la Escuela Agrícola y en la actualidad es la única escuela de educación básica en el área urbana, así como también el Liceo Nahuelbuta, el único establecimiento de enseñanza media de la comuna. Asimismo, en el área rural existen numerosas escuelas de enseñanza básica, entre las que destacan las de Calebu, Huillinco y Villa Rivas. 
El Colegio Alemán de Contulmo (Deutsche Schule), el primer establecimiento educacional comunal fundado en 1893 y que impartía clases sólo en alemán, fue cerrado definitivamente a fines del siglo XX, luego de un incendio que destruyó todas las dependencias.
La biblioteca municipal Eugenio Pfaff Welling N.º 263 es una biblioteca pública nombrada así en honor a un destacado profesor normalista y exalcalde de origen alemán radicado en Contulmo hasta su fallecimiento.

## Cultura

### Arquitectura
En el sector urbano de Contulmo se aprecian el patrimonio arquitectónico y el diseño urbanístico realizados por los colonos alemanes. En la calle Millaray se encuentran las casas Pfaff, Vyhmeister, Müller, Iost, Tzschabran, Hotel Central o Casa Geister. En esta última se alojaba el poeta Pablo Neruda. En la calle Nahuelbuta se encuentra la casa Sperberg que actualmente funciona como casa habitación y local comercial (esta familia posee varias viviendas con este estilo arquitectónico) y la casa Harnisch, todas estas casas se edificaron a partir del año 1890 en adelante.  La avenida Las Araucarias es la principal vía de la comuna que conecta los lagos Lanalhue y Lleu-Lleu.

### Galería del patrimonio arquitectónico en el centro urbano comunal

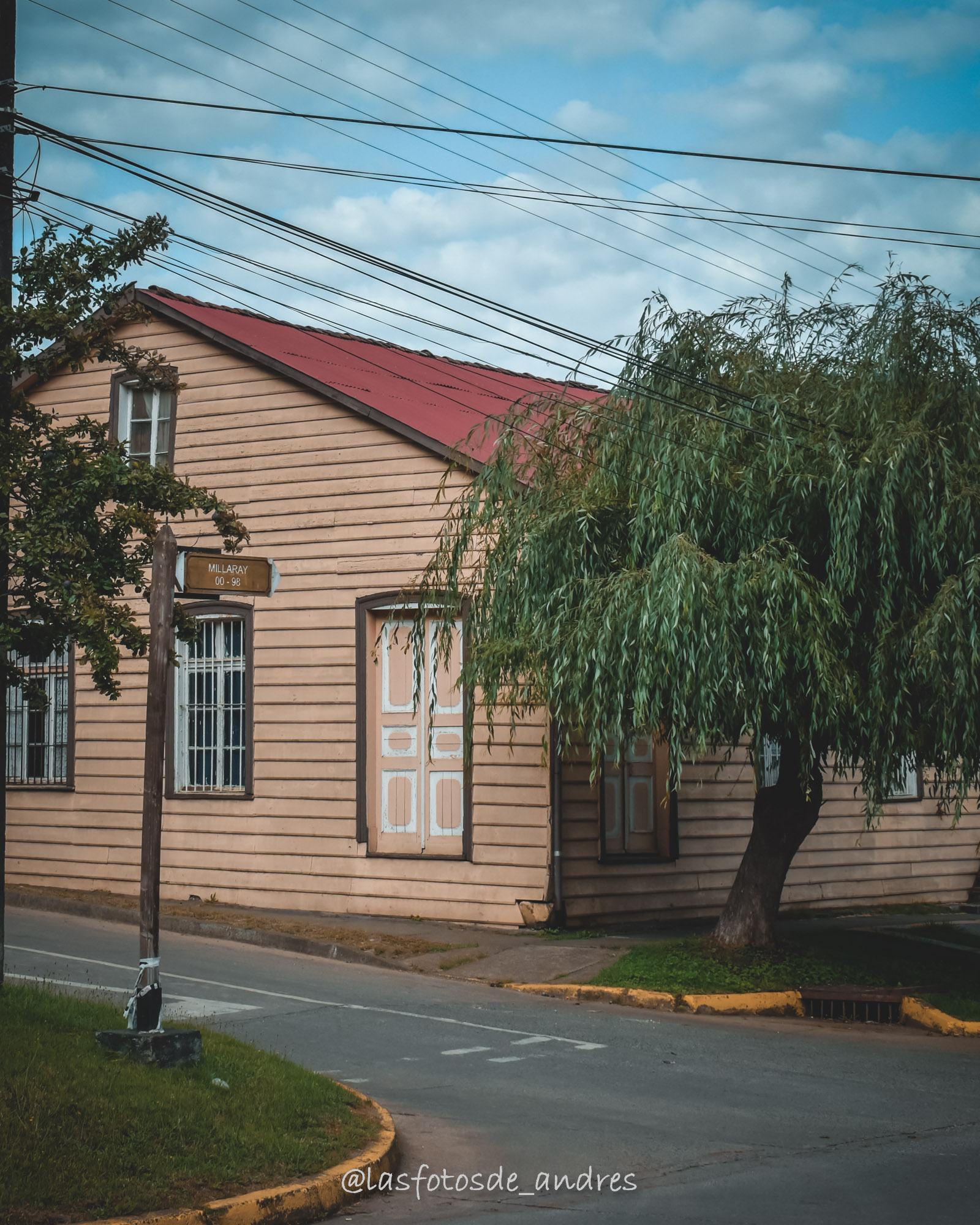
Casa Vhymeister
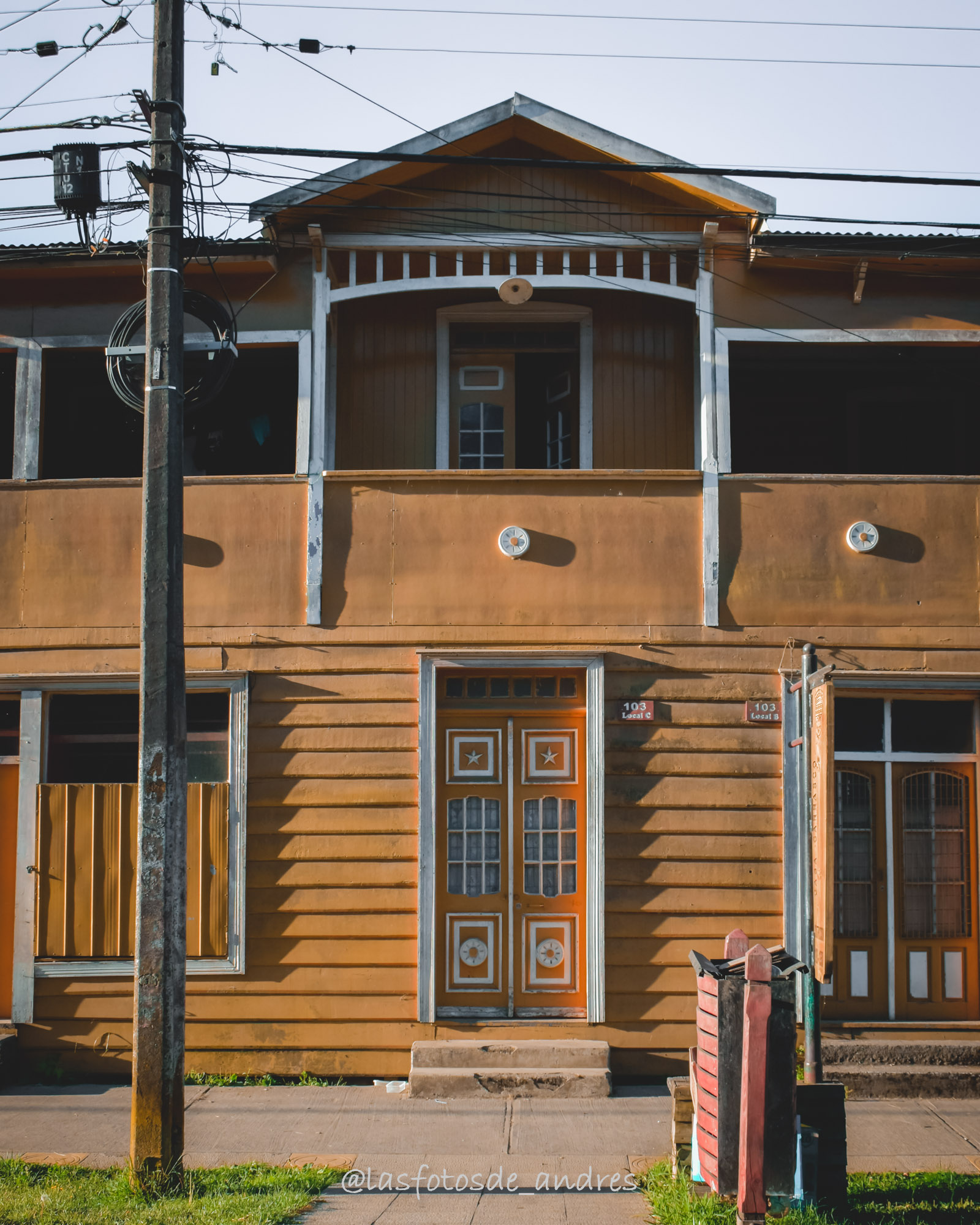
Casa Iriarte Carrasco
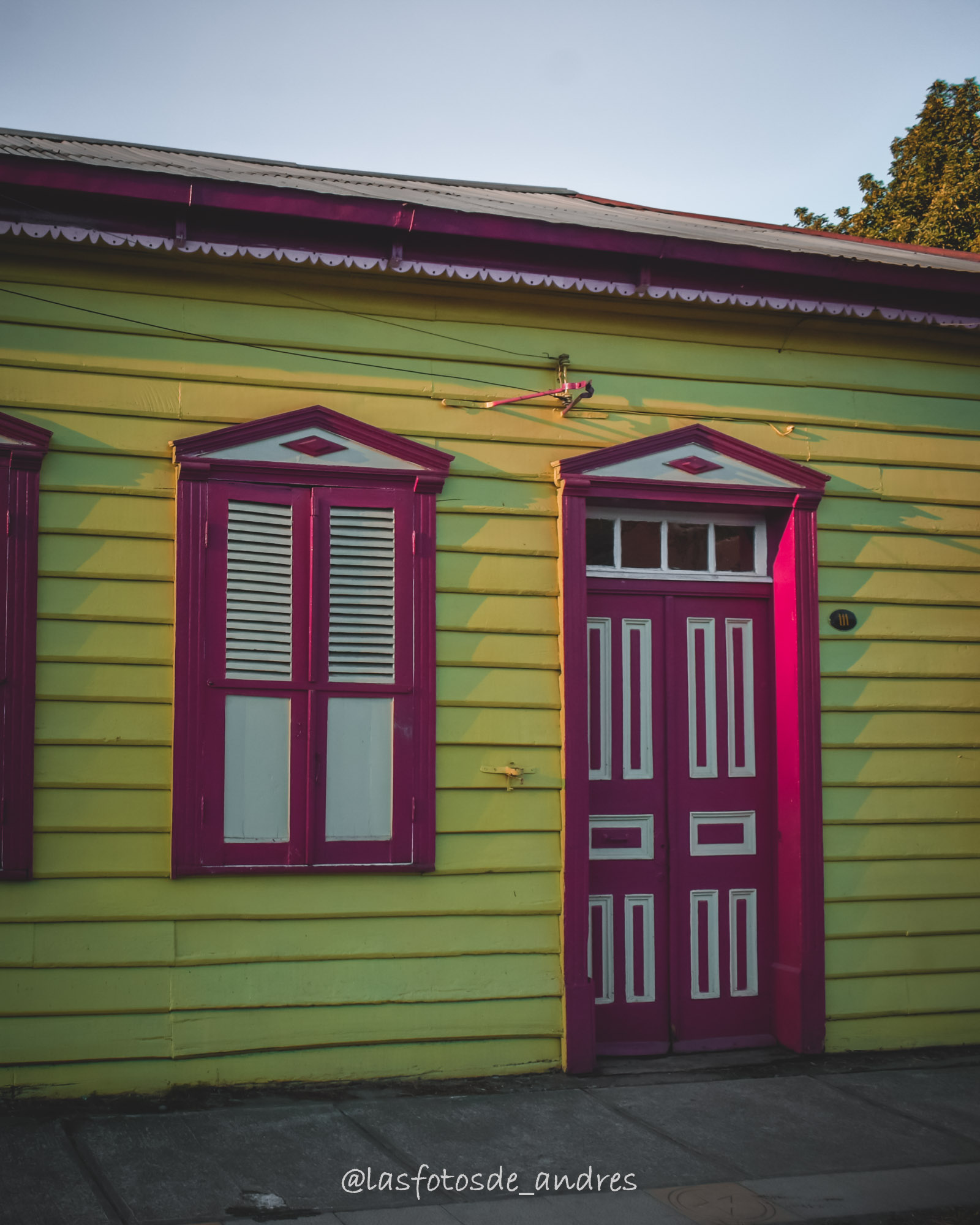
Casa Sperberg Kliebs
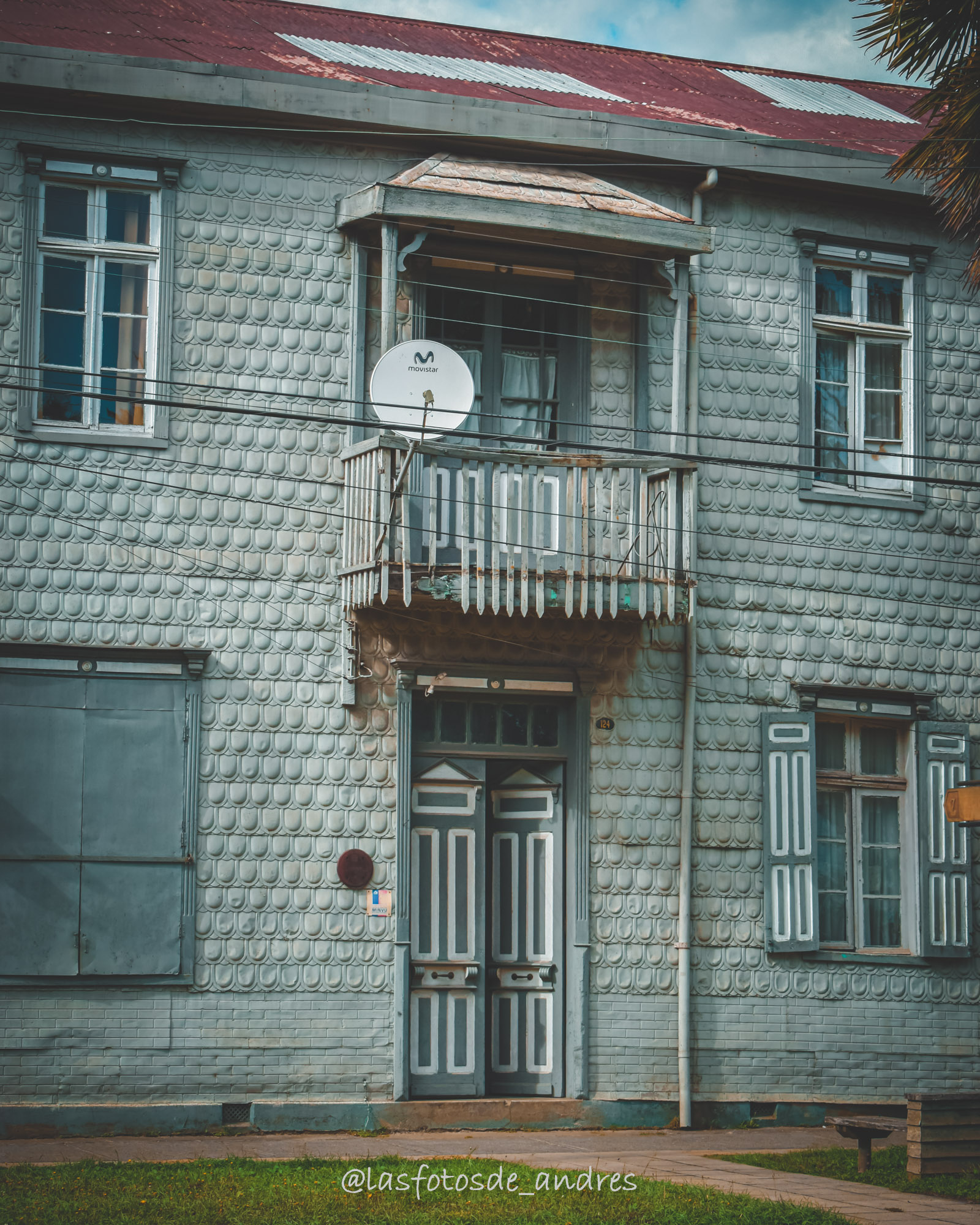
Casa Pfaff
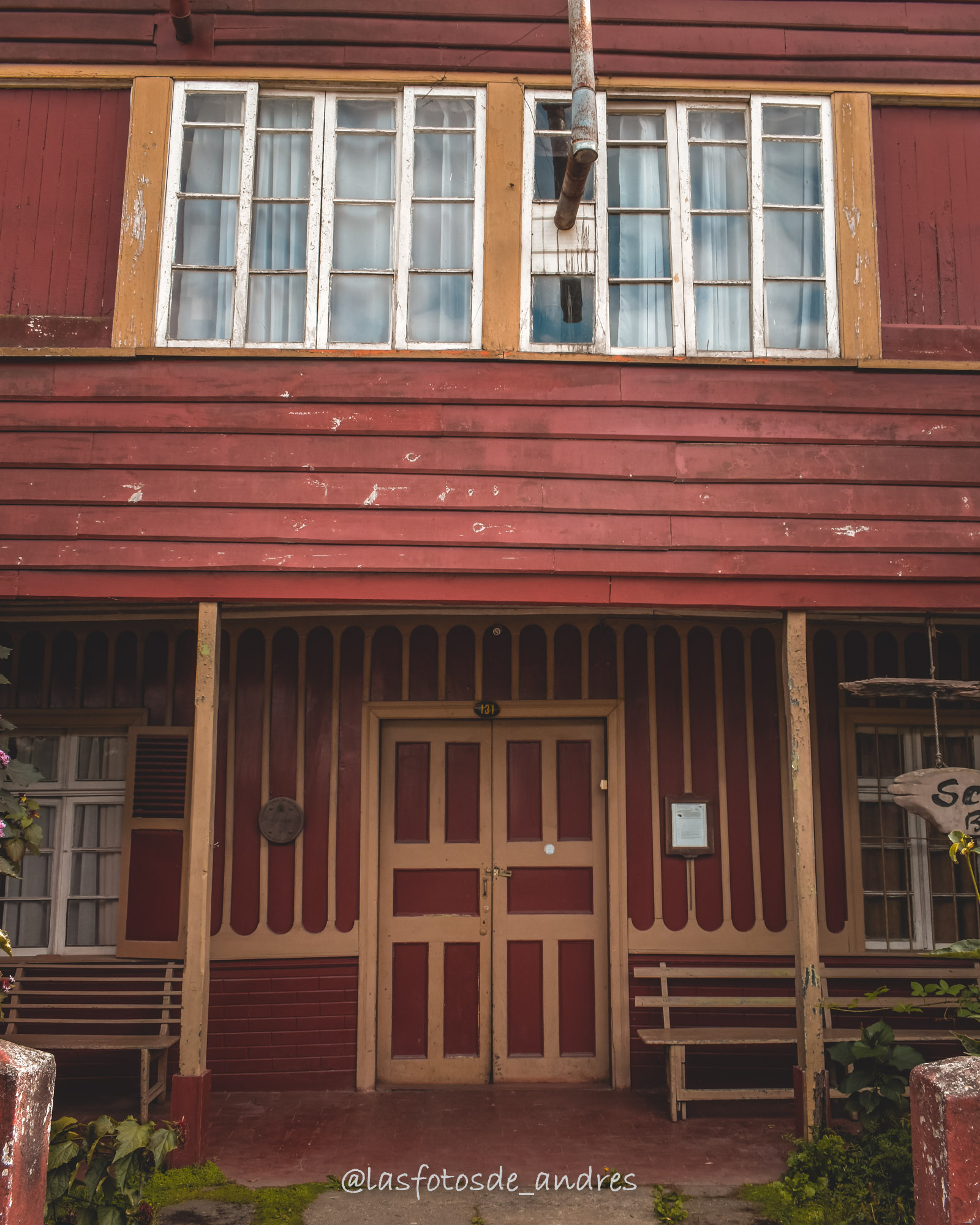
Casa Geister
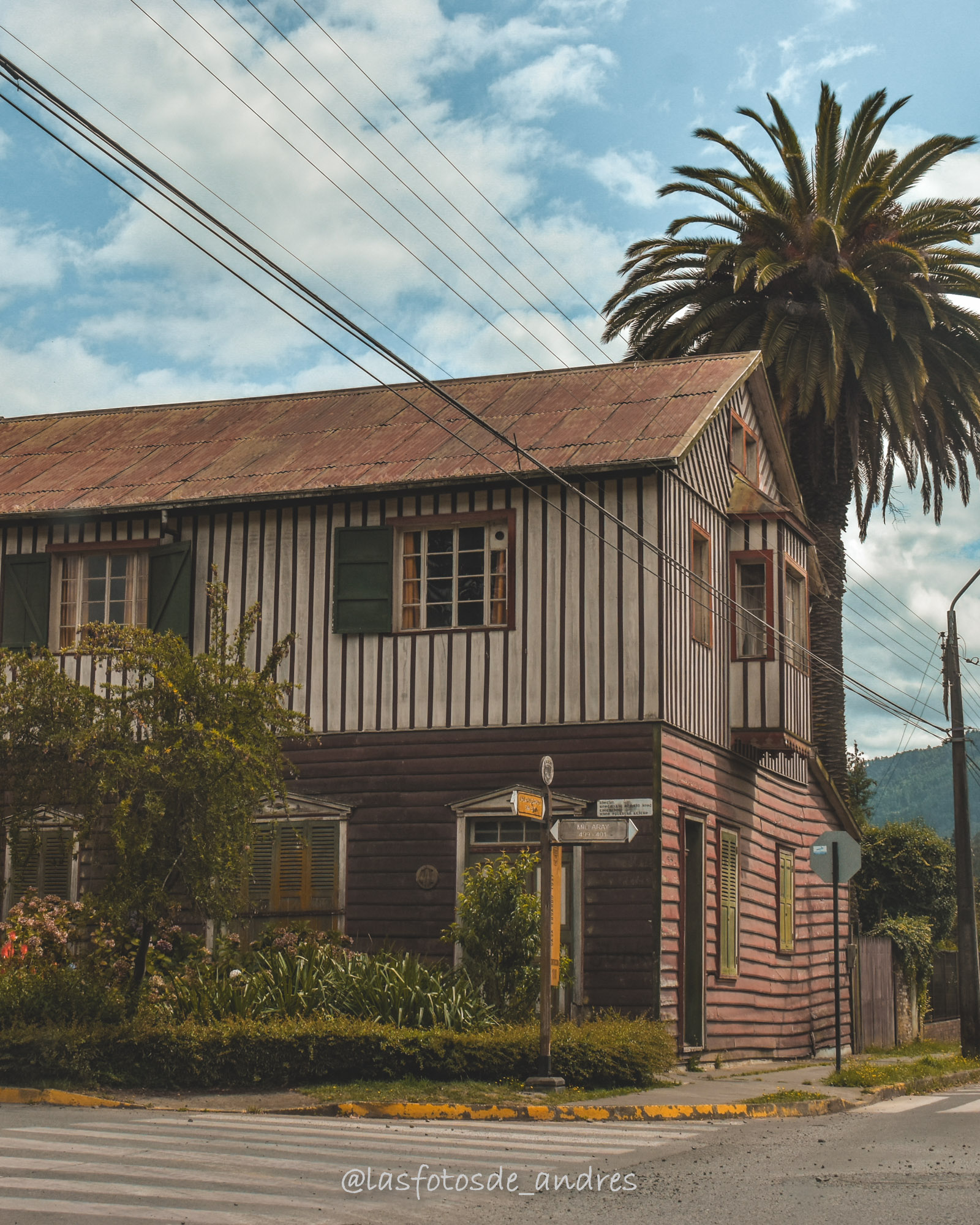
Casa iost
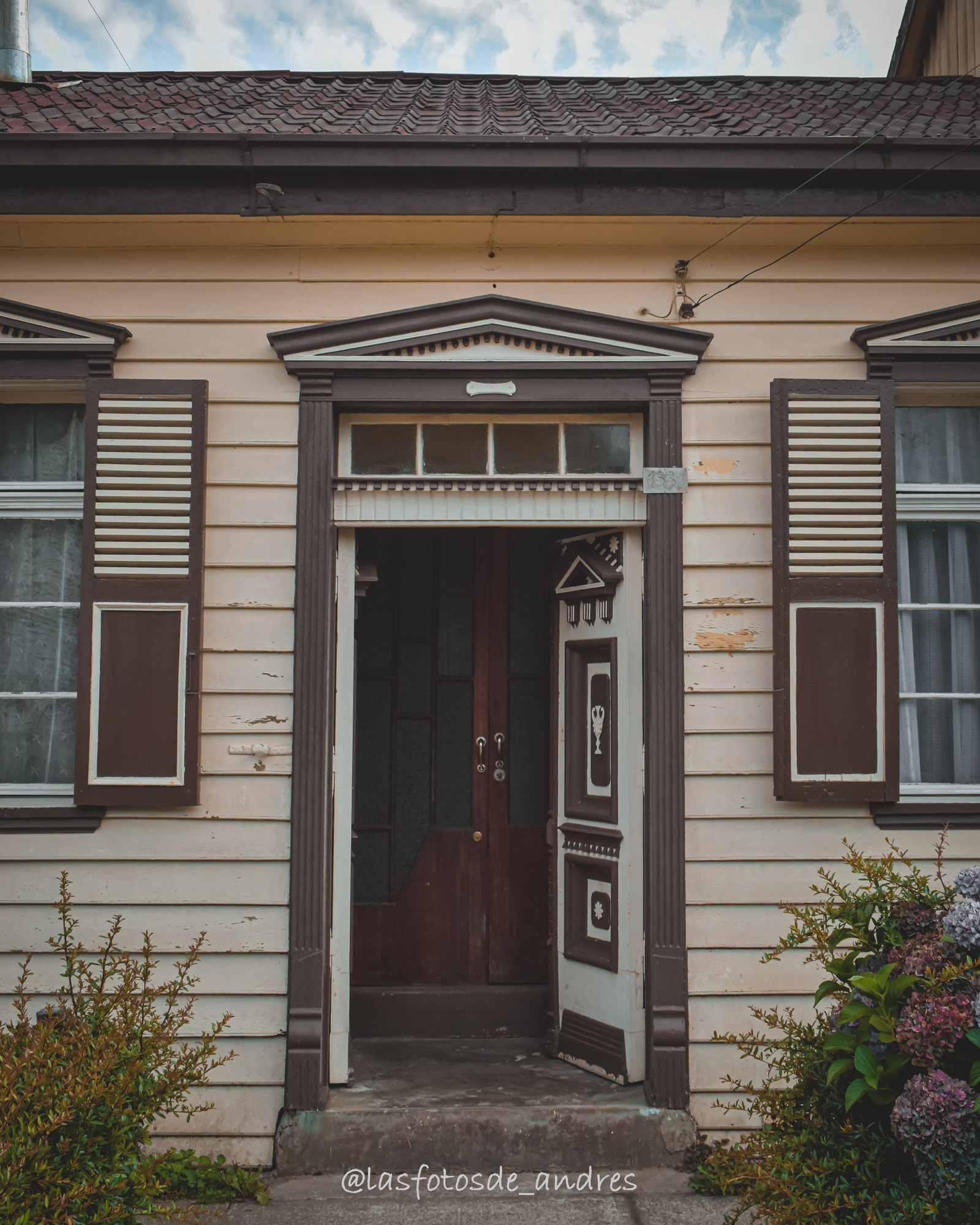
Casa Zeiballa
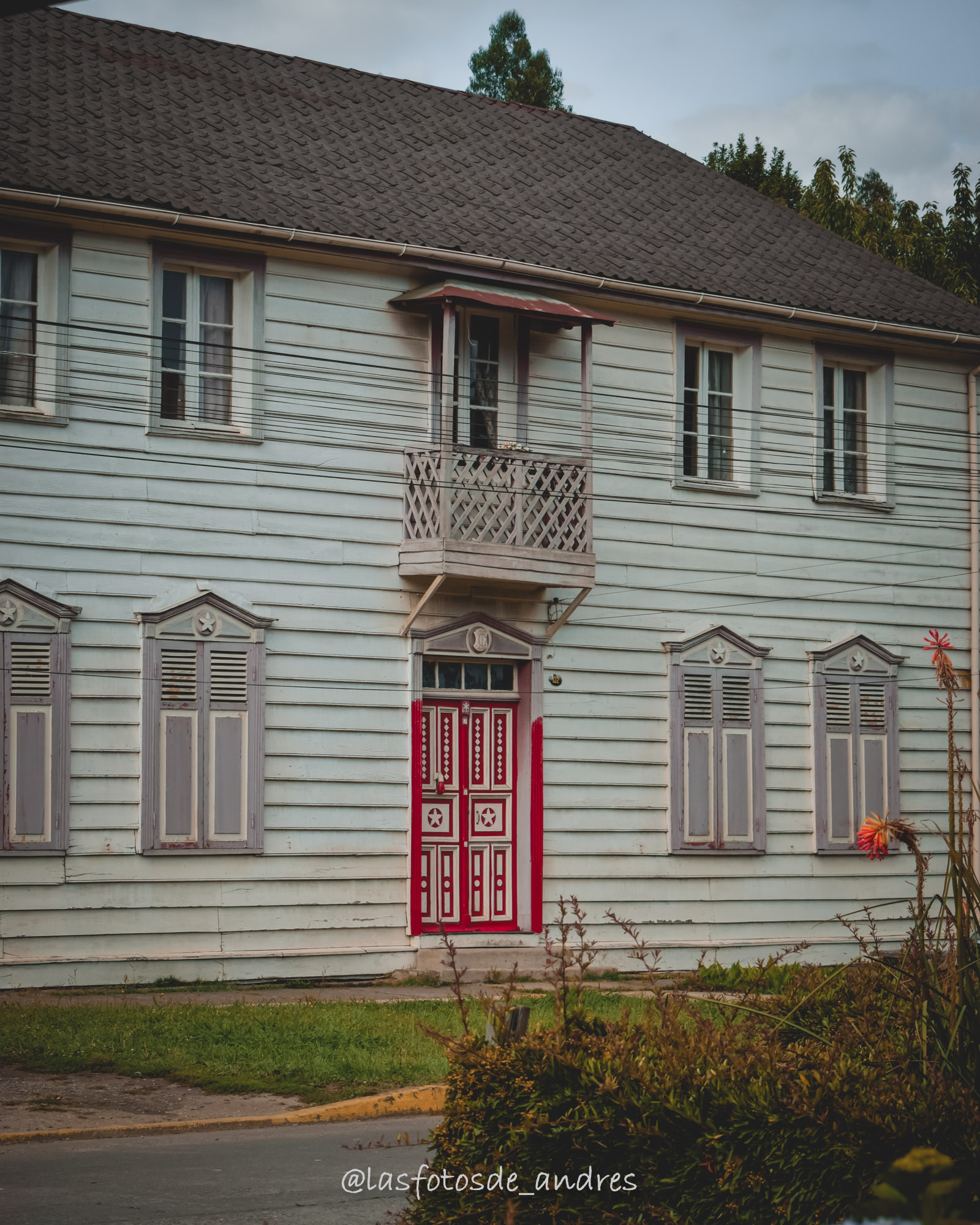
Casa Schulmeyer
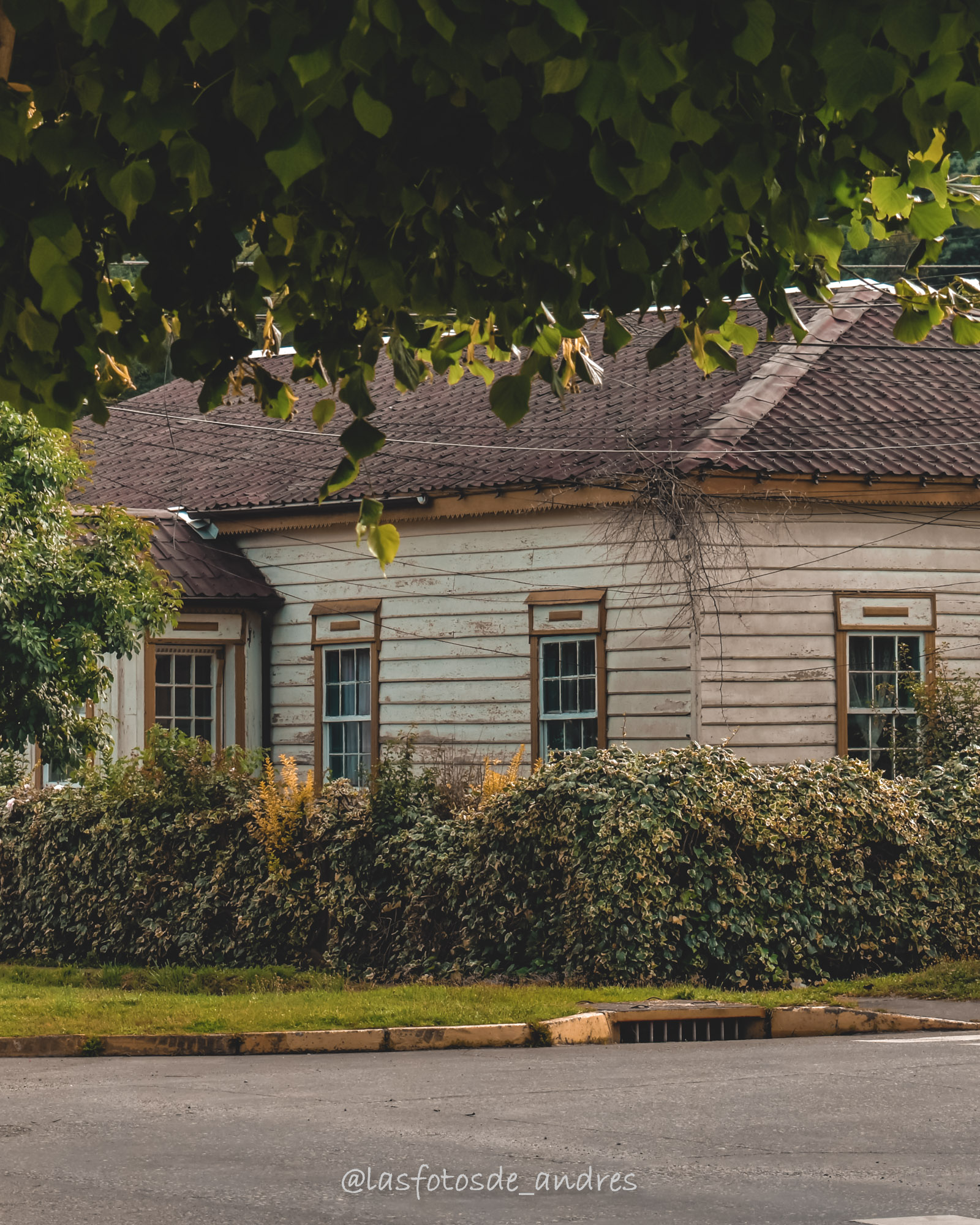
Casa Pavez
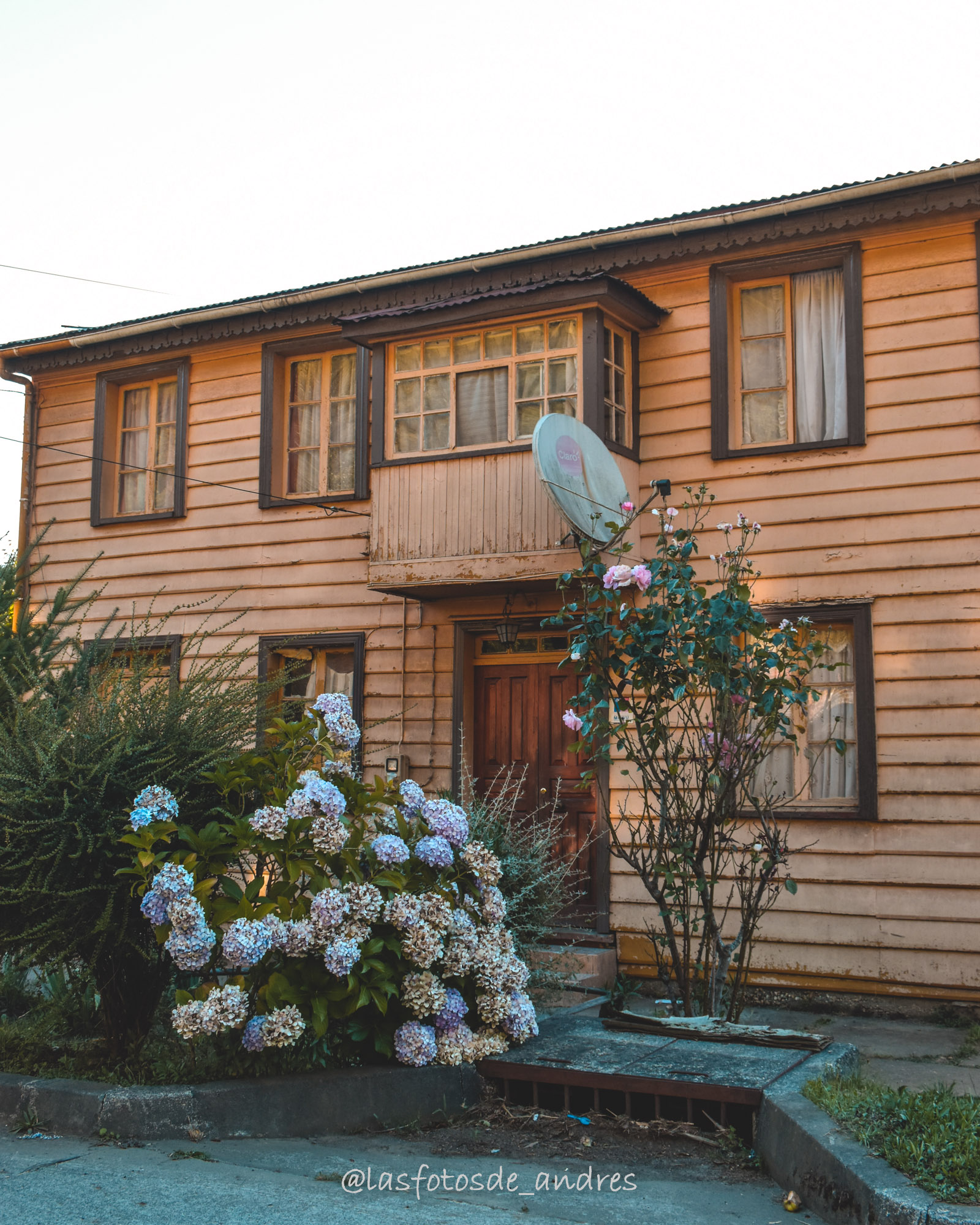
Casa Pedreros
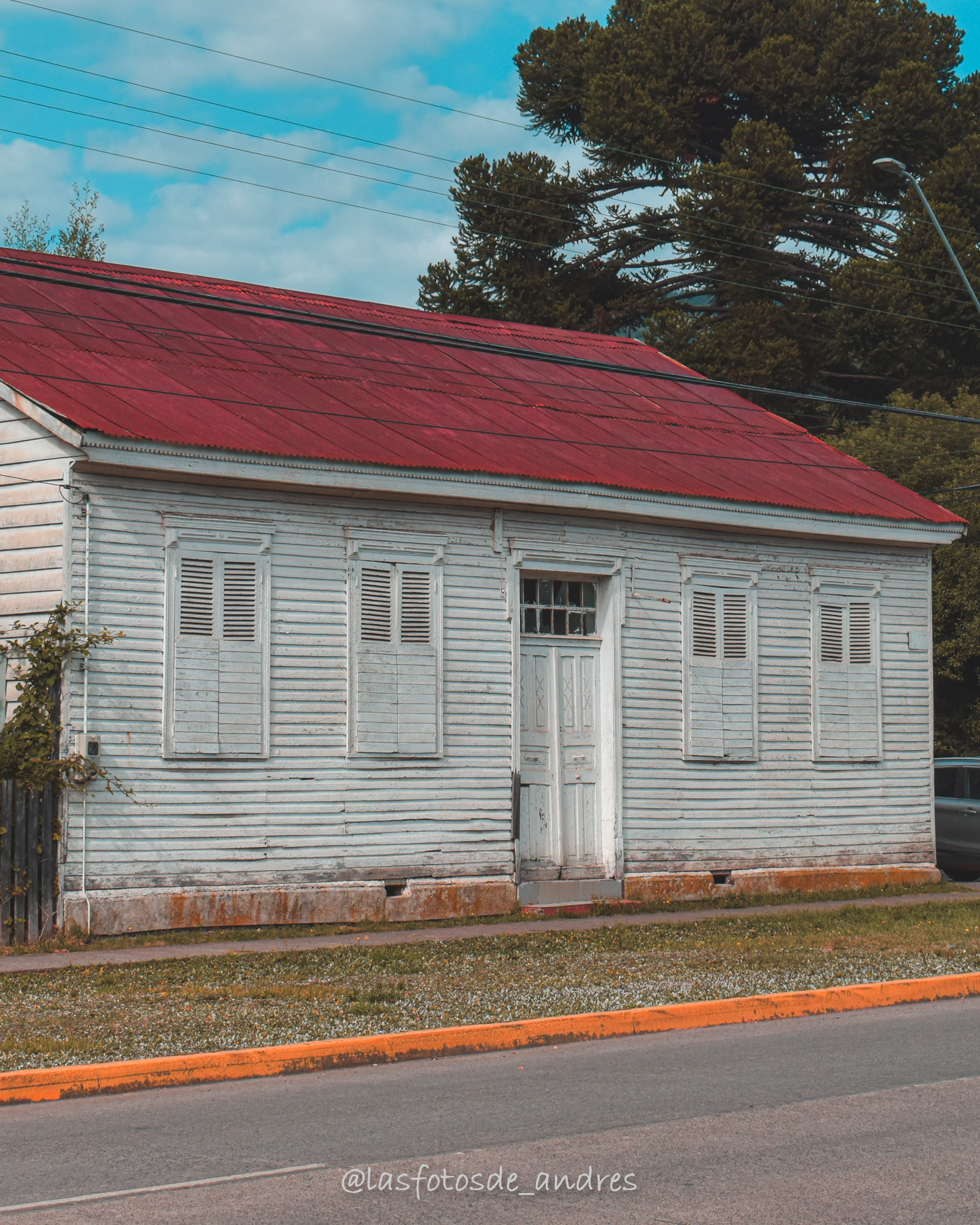
Casa Rebolledo
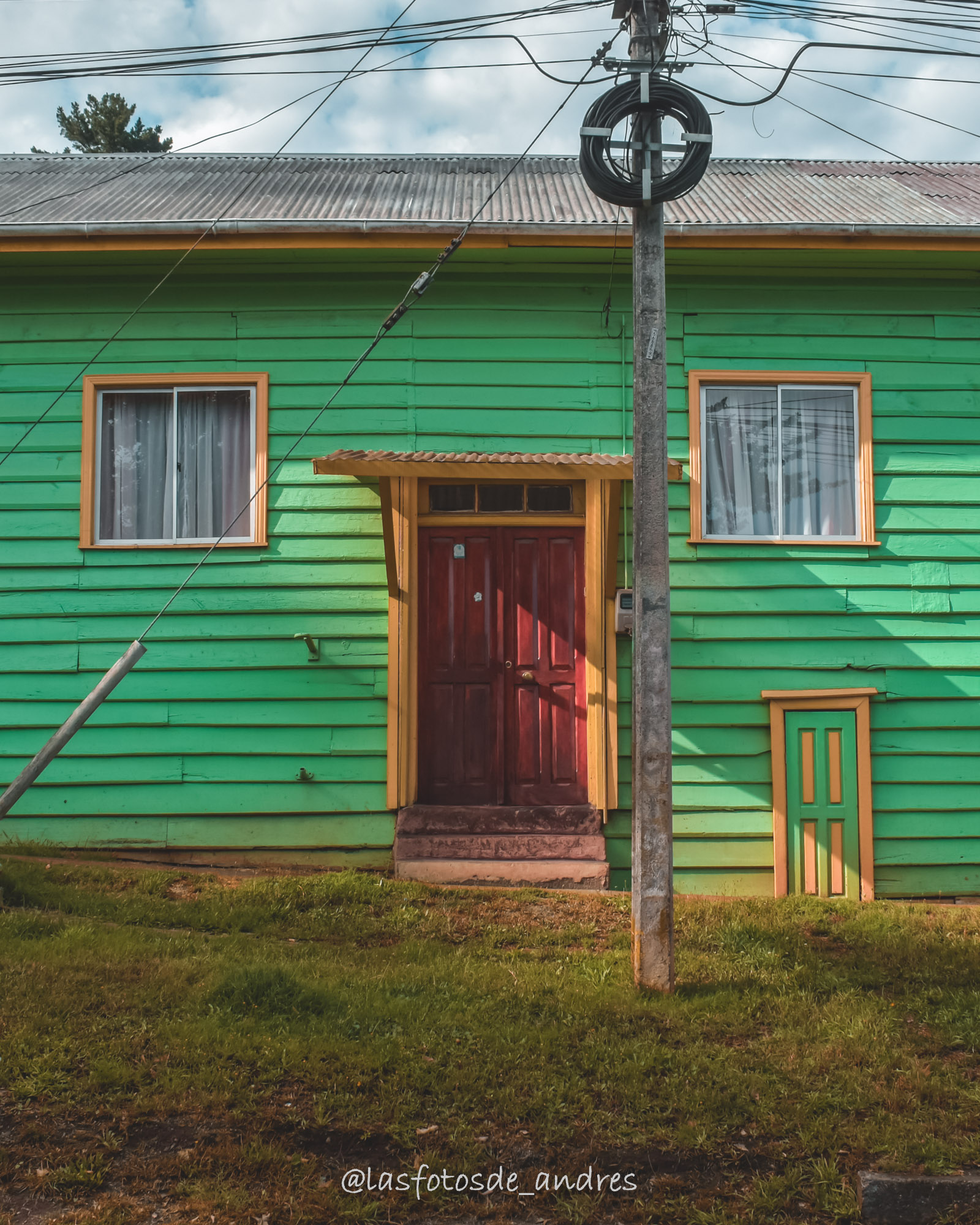
Casa Padilla
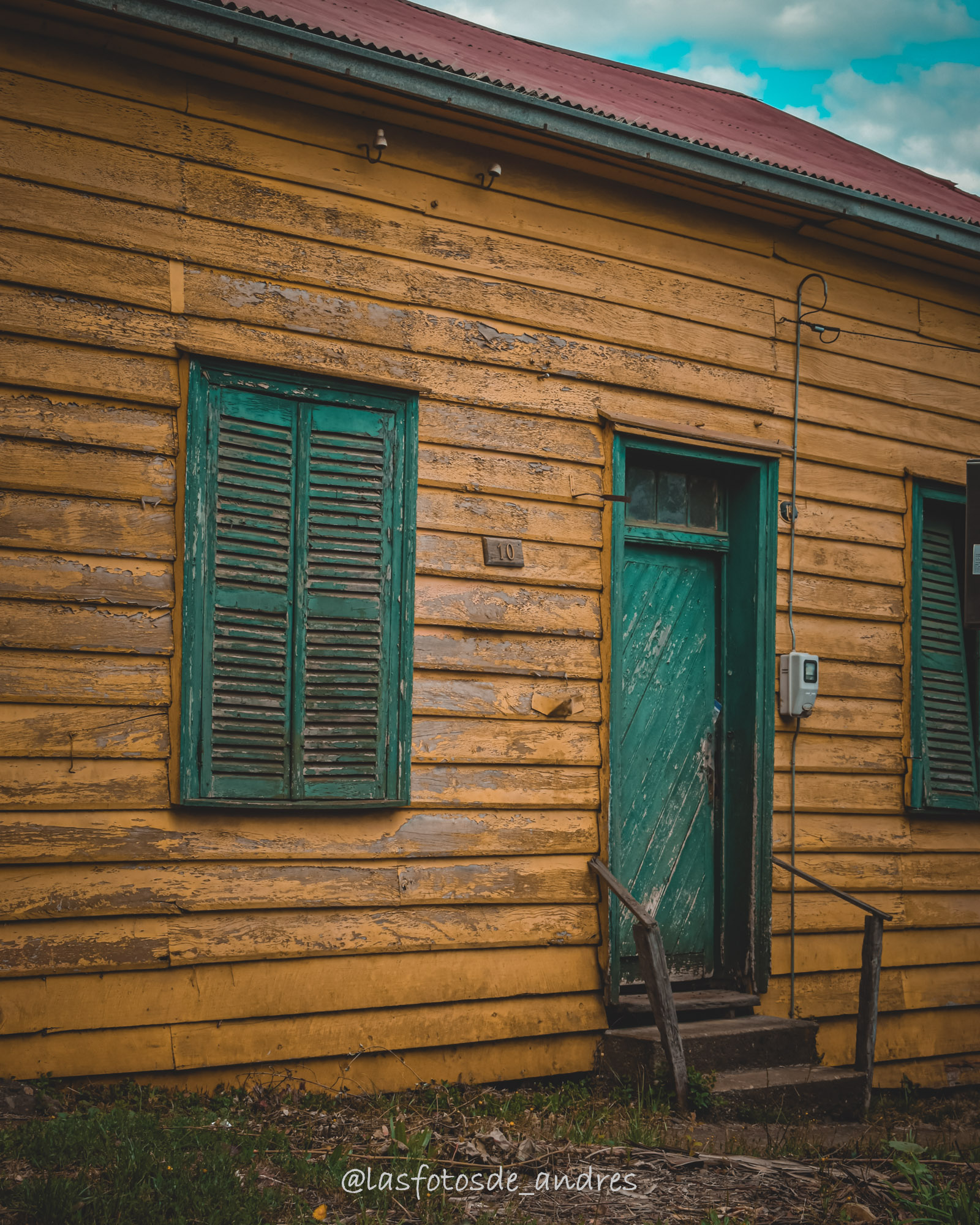
Casa Contreras

### Celebraciones y eventos locales
- Semanas Contulmanas.
- Semana Musical de Contulmo.
- Fest der Kolonisten, fiesta de la colonización alemana, se conmemora en abril de cada año.
- We Tripantu o Año nuevo mapuche, celebrado en el Valle de Elicura durante el solsticio de invierno austral.
- Fiesta de la Frutilla Blanca, se realiza cada año en la segunda quincena de diciembre.

### Hijos ilustres
El primer, y hasta hoy el único ciudadano en ser declarado hijo ilustre fue Gustavo Valdebenito Ewert, jinete nacido y criado en la comuna de Contulmo y que ha sido tres veces campeón nacional del rodeo.

## Transportes
La comuna cuenta con dos terminales de buses, de propiedad de Pullman Bus y de Buses Bio Bio - Jota Ewert, respectivamente. Los principales destinos directos son Concepción, Lebu, Los Ángeles, Angol, Temuco, Cañete e intermedios. Para el transporte intracomunal, la comuna cuenta con una flota de taxis privados.